# Cölestiner

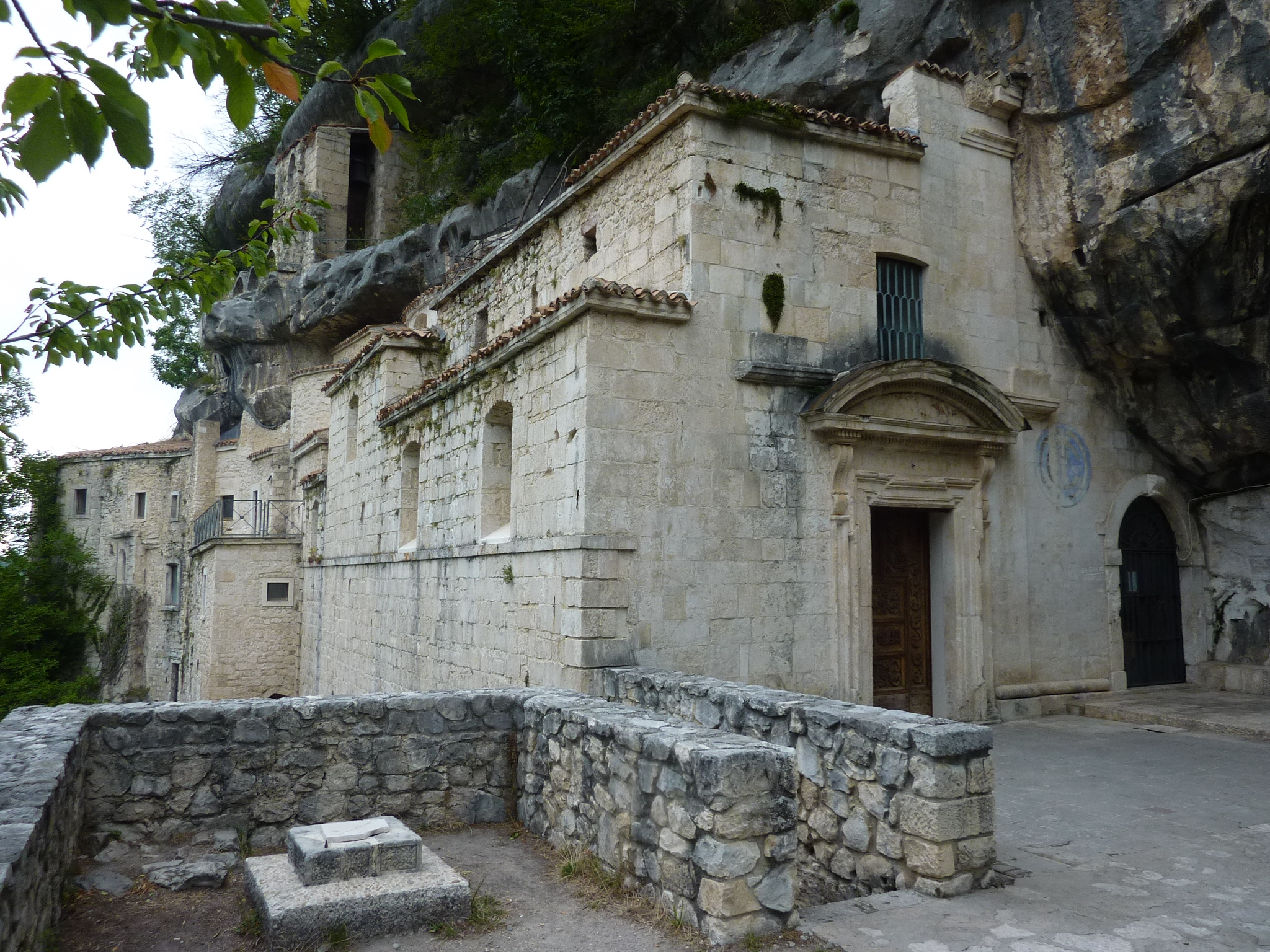
Eremo di Santo Spirito a Maiella

Die Cölestiner oder Zölestiner bildeten einen Orden innerhalb der römisch-katholischen Kirche, den Ordo Sancti Benedicti Coelestinensis, Ordenskürzel: OSBCoel, auch: Congregatio Coelestinensis.

## Geschichte
Entstanden ist die Ordensgemeinschaft im Jahr 1244 als eine Unterabteilung des Benediktinerordens, aus dem auch der Begründer des Ordens, Peter vom Morrone, der spätere Papst Coelestin V., stammt. Dieser beschloss, ein Leben als Einsiedler in den Abruzzen auf dem Berg Morrone bei Sulmona zu führen. Einige Gleichgesinnte folgten ihm und bildeten dort eine geistliche Gemeinschaft, die 1263 durch Papst Urban IV. anerkannt und den Benediktinern inkorporiert wurde. Durch die große Popularität des späteren Papstes erhielt der Orden anfangs größeren Zulauf; Klöster entstanden vorwiegend im Königreich Sizilien. Ab 1300 förderte Philipp der Schöne in seiner Auseinandersetzung mit Bonifaz VIII. die Cölestiner im Königreich Frankreich. Von dort aus wurden Niederlassungen des Ordens in den Niederlanden und in Böhmen, z. B. auf dem Berg Oybin im Jahre 1366, gegründet.
Die letzten Cölestinerklöster (u. a. der Chiesa dell’Ascensione a Chiaia) wurden zwischen 1806 und 1810 im Königreich Neapel und in Sizilien unter der französischen Fremdherrschaft im Zuge einer Säkularisation aufgehoben.
Ein bedeutender Inquisitor aus den Reihen der Cölestiner war Petrus Zwicker († 1403).
Der im 17. Jahrhundert entstandene Frauenorden der Cölestinerinnen hat keine Verbindung mit den Cölestinern und folgt der Augustinusregel.